# 古井榮一
古井 榮一（ふるい えいいち、1959年10月24日 - ）は、日本の俳優。福岡県出身。以前はT-Styleに所属していた。身長175cm。特技はゴルフ、バレーボール。

## 出演

### 映画
- 新・極道渡世の素敵な面々（1988年）
- 当選確実（1992年）
- 姐 極道を愛した女・桐子（1993年）
- 修羅の帝王（1994年）
- 斬り込み（1995年） - 銭湯の番頭
- 勝手にしやがれ!! 脱出計画（1995年） - 神崎組 芹沢
- 極道戦国志 不動（1996年）
- 修羅がゆく5 広島代理戦争（1997年）
- なにわ忠臣蔵（1997年）
- 借王（シャッキング）1（1997年） - ひかり銀行大阪中央支店 銀行員（窓口）
- 密告（チクリ）マル暴裏捜査（1998年）
- 蜘蛛の瞳（1998年） - 長沢
- 安藤組外伝 群狼の系譜（1998年）
- 大いなる完 ぼんの（1998年）
- 借王（シャッキング）4（1998年） - 九州弁のヤクザ（賭博）
- 鉄 平成侠客伝（1999年）
- ダンジェ Danger de mort（1999年） - やくざ
- 鉄道員（1999年） - 運転士
- Dead BEAT（1999年）
- 借王（シャッキング）6 ナニワ相場師伝説（1999年） - 大阪弁のヤクザ（賭博）
- 新極道伝説 三匹の竜（1999年）
- 新極道伝説 三匹の竜2（2000年）
- 惚れたらあかん 代紋の掟（1999年） - 関東連合会飯倉組組員 羽原純生
- 新・極道渡世の素敵な面々 きりとりブルース（1999年） - 片平
- 極道血風録 無頼の紋章（2000年） - 生島啓一
- 極道三国志4 最後の博徒/血の抗争（2000年） - 田所優作
- 極道三国志5 山陽道10年戦争（2000年）
- 借王（シャッキング）7 THE MOVIE 2000（2000年） - 信用即決融資「ハヤカシ」部長
- 修羅がゆく10 北陸代理決戦（2000年）
- 漂流街 THE HAZARD CITY（2000年）
- 鬼極道（2000年）
- 首領への道12（2000年） - 島田組白虎会溝口組組長 溝口孝矩
- DEAD OR LIVE2（2000年）
- 岸和田少年愚連隊 カオルちゃん最強伝説（2001年） - 島田組組長 島田榮一
- 九州マフィア外伝（2001年） - 鬼塚
- RUSH!（2001年）
- 修羅のみち1 関東vs関西 全面戦争勃発（2001年） - 堀井学
- 実録・北海道やくざ戦争 逆縁 完結編（2001年）
- 獅子の血脈（2001年） - 黒崎
- ブルースの錠2 殺しの一匹狼（2001年）
- 極道烈伝 桜（HANA）と龍（RYU）（2001年）
- 修羅の群れ（2002年） - 山賀組若頭 山倉健造
- 荒ぶる魂たち（2002年） - 小峰
- 新・仁義の墓場（2002年） - 藤井真一
- 新・影の軍団 V-Vl 最終章（2003年）
- 許されざる者（2003年）
- 極道はクリスチャン/修羅の抗争（2004年） - 新庄忠
- IZO（2004年） - 雑兵二
- 猿飛佐助 闇の軍団（2004年）
- 新・日本の首領（2005年）- 民自党小阪派の参議院議院
- 46億年の恋（2006年）
- ロストクライム -閃光-（2010年）
- 不動（2011年）
- 武闘派（2012年） - 鯨井組組長
- 報復への道（2012年） - 強盗
- 抗争の挽歌（2013年） - 映画プロデューサー オリタ
- 修羅よ さらば（2013年） - 竜胆会幹部 伊庭永春
- 戦極 BLOODY AGENT（2014年） - 福田
- 三代目代行（2014年） - 関東黒鉄連合若頭補佐 猪野一家会長 猪野礼二
- アンダーフェイス（2014年） - 田嶋組幹部 ノムラ
- 新・極道の紋章（2014年） - 初代美濃部組若頭 美濃部寿一（初代美濃部組組長の長男）
- 日本やくざ抗争史 絶縁 第一章（2014年） - 夏梅一家組長 夏梅太蔵
- 日本やくざ抗争史 絶縁 第二章（2014年） - 郷野組相良組相談役 夏梅太蔵
- AI! OH
- 愛してる
- 蒼き狼たち
- 決着 おとしまえ
- ガードレス
- カオス
- 女囚171
- タイマン
- Dジャック
- Dog Fight
- ながれもの シリーズ
- 難波金融伝・ミナミの帝王 vol.41
- 修羅の蛮王（バンキング）
- HEAT
- 裏警察 BOX[私書箱]39
- 無類の勲章
- ラストチャンス
- 流血の抗争
- わたしはジュース
- アウトレイジ 最終章（2017年）
- グラグラ（2019年） - 映画監督

### テレビドラマ
- ニュータウン仮分署（1988年、テレビ朝日）
- DRAMADAS「平成カラオケの乱」（1990年10月、関西テレビ）
- 大逃走!!（1991年4月12日、TBS）
- 松ヶ枝町サーガ（1995年、NHK）
- 女医 NOTHING LASTS FOREVER（1999年、日本テレビ）
- 交渉人（2003年8月17日、WOWOW）
- さそり（2004年、BS-i） - 鈴木耕介
- ぼくの妹（2009年、TBS）
- BOSS（2009年、フジテレビ） - 刺青師
- 僕の秘密★兵器（2009年、名古屋テレビ放送）
- サラリーマン金太郎2（2010年、テレビ朝日）
- 新・ミナミの帝王（2010年、フジテレビ） - 裏カジノの客
- 嬢王3 〜Special Edition〜（2010年、テレビ東京）
- FACE MAKER（2010年、日本テレビ） - 鍋島礼二
- 海賊戦隊ゴーカイジャー（2011年、テレビ朝日） - 強面オヤジ
- 土曜ワイド劇場 救急救命士・牧田さおり8（2011年8月27日、テレビ朝日） - 畑山
- 相棒（テレビ朝日）
  - 相棒 season10 第12話「つきすぎている女」（2012年） - 藤原エイブラハム美佐男
  - 相棒 season14 第18話「神隠しの山」第19話「神隠しの山の始末」（2016年） - 望月満（山梨県警 主任刑事）
- デカ 黒川鈴木（2012年、日本テレビ） - 堀田
- 月曜ゴールデン おふくろ先生の診療日記4（2012年、TBS）
- トッカン 特別国税徴収官（2012年、日本テレビ）
- GTO 秋も鬼暴れスペシャル（2012年、フジテレビ）
- ダブルス〜二人の刑事 第7話「身代金誘拐容疑者は20000人!!」（2013年、テレビ朝日） - 俵宗二郎
- 水曜ミステリー9 刑事の証明 第6作「愛憎の凶弾」（2013年、テレビ東京） - 暴力団「龍門会」会長
- おふこうさん（2014年、NHK BSプレミアム）
- 福家警部補の挨拶（2014年、フジテレビ） - 斉藤
- 金曜プレステージ 所轄刑事9（2014年、フジテレビ）
- 戦力外捜査官SPECIAL（2015年、日本テレビ）
- ある日、アヒルバス（2015年、NHK） - 原武弘
- ど根性ガエル（2015年、日本テレビ）
- バブリシャスロード アニキと俺物語（2015年、BS11）
- 百年の計、我にあり〜知られざる明治産業維新リーダー伝〜（2016年、TBS）
- ゴールドウーマン（2016年、テレビ朝日） - 帝都事務サービス職員

### Vシネマ
- プリズンホテル（1996年）
- ふたつの顔を持つ男 鉄爪(トリガー)（1996年） - ゴンちゃん
- 俺の空 刑事編（1998年）
- 新・湘南爆走族 荒くれKNIGHT 2（1998年）
- 男たちの遊戯（2001年）
- 実録・広島やくざ戦争（2000年） - 岡島組幹部 網元光三郎
- 極悪 人間魚雷ブルース（2000年） - 鮫島一家一色組舎弟 古田
- 大阪裏稼業列伝 ナニワの虎（2001年）
- 大阪裏稼業列伝 ナニワの虎2 計画倒産（2001年）
- カードレス 復讐の女暗殺者（2001年）
- 喧嘩の極意 突破者番外地（2001年） - 銀友会 勝又義満(副社長)
- 日本抗争烈島 牙の如く（2001年）
- 仁義
  - 仁義27 復讐の銃弾（2001年）
  - 仁義42 兄弟の絆（2005年）
- 岸和田少年愚連隊 カオルちゃん最強伝説（2003年-2007年） - 島田組組長 島田榮一
  - 岸和田少年愚連隊 カオルちゃん最強伝説 番長足球（2003年）
  - 岸和田少年愚連隊 カオルちゃん最強伝説 妖怪地獄（2003年）
  - 岸和田少年愚連隊 カオルちゃん最強伝説 マレーの虎（2005年）
  - 岸和田少年愚連隊 カオルちゃん最強伝説 女番哀歌 スケバンエレジィ（2007年）
  - 岸和田少年愚連隊 カオルちゃん最強伝説 中華街のロミオとジュリエット（2007年）
- 略奪 マネークラッシュ（2004年） - スガ / バーディ
- 極道甲子園（2004年） - 自衛官
- 修羅の血（2004年） - 三代目コクセイ会幹事長補佐 ササキ
- 桜の代紋 血の報酬（2005年）
- はぐれ狼・阿修羅道（2005年）
- 修羅外道 〜本家襲撃〜（2006年） - 時定一家門多組舎弟頭 オオタワラ(→二代目時定一家若頭代行)
- 筋モンリーグ 野球篇（2006年） - 水龍会組長 花岡和孝
- 実録・若頭（2010年） - 川西組組長 川西清次郎
- 鳳3（2010年） - 興津組三代目組長
- 極道鎮魂歌 男たちのレクイエム（2011年） - 海神会路山組組長 路山芳和
- 最強極道伝説 極鬼（2011年）
- バウンティハンター（2011年） - 刑事
- 大阪風紀委員会（2011年） - 蛭田組組長
- 首領の道（2011年）- 平塚 丑寅一家総長 丑寅二郎(連城組二代目の兄弟分)
- 抗争の黙示録（2012年） - 五代目山神組三代目神健会鬼塚組本部長 立花和彦
- スクランブル 〜抗争の死角〜（2012年） - 桐島(小説家)
- 新・首領の一族（2012年） - 竜巳組組長
- 修羅の掟（2012年） - 斯道錦連合
- 新・首領(ドン)の一族（2012年） - 関西 竜巳組三代目組長 山中ケンゾウ
- 修羅の花道2（2012年） - 四代目山王会会長代行 大西組組長 大西一男
- 彷徨う侠たち（2012年） - 侠雄連合幹部
- 日本統一シリーズ（2013年8月-2014年10月、2019年） - 初代侠和会上田組若頭 初代三上組組長 三上哲也
  - 日本統一1-7（2013年8月-2014年10月）
  - 日本統一36・37（2019年）
- 除籍 血濡れの怪文書（2013年） - 四代目七徳会会長 恒松暢晃
- 暴力列島1・2（2013年） - 高寅組組長 高岡寅次郎
- 日本やくざ抗争史（2014年,2015年）
  - 日本やくざ抗争史 関東城北戦争（2014年） - 明倫連合秋吉会会長
  - 日本やくざ抗争史 絶縁 第一章（2014年） - 夏梅一家組長 夏梅太蔵
  - 日本やくざ抗争史 絶縁 第二章（2014年） - 郷野組相良組相談役 夏梅太蔵
  - 日本やくざ抗争史 首領襲撃（2014年） - 松岡組系大日本義勇団代表 吉田幸一
  - 日本やくざ抗争史 巨大組織分裂（2015年） - 三代目丹波組若頭補佐 鴨川組組長 鴨川重満
- 虎狼の大義2（2014年） - 西脇
- 三代目代行（2014年） - 関東黒鉄連合若頭補佐 猪野一家会長 猪野礼二
- 強奪(しのぎ)6億円・・・・（2014年） - 若頭
- 極潰し（2014年） - ナベオカファイナンス ナベオカトラジ(闇金融業者)
- 西日本最大の抗争（2014年） - 花房組白波組羽生一家南組組長 南勝成(元 中西組若頭)
- 最強独立組織（2014年）
- 兄弟挽歌（2014年） - 高島組幹部
- 極道の紋章 外伝（2014年）- 三田村組組長
- 九州極道戦争1・2（2016年） - 西島 江西会会長 赤嶺零士
- 極道の掟 第二章（2016年） - 荒神会会長 荒波康晴
- 制覇15,16（2018年） - 四国 玄友会会長 鳥羽昭雄
- 疵と掟1,2（2018年） - 安斉組舎弟頭 東尾工
- 大激突 果てなき抗争（2018年） - 京浜連合森貞組組長 森本貞一
- CONFLICT 〜最大の抗争〜 外伝 織田征仁1,2（2019年）全2巻 - 三東会会長 熊田治夫
- キングダム 〜首領になった男〜（2019年 - ） - 島津組若頭補佐 広重夏生
- 日本統一外伝 川谷雄一（2019年） - 初代侠和会上田組若頭 三上組組長 三上哲也
- GOKU・OH 極王5,6（2020年） - 桜庭一家総長 金海光一
- 麻雀破壊神 むこうぶち傀 山師（2020年） - 花会を開いたヤクザ
- 権力の階段 総理への道1-3（2020年） - 衆議院議員 日本共和党幹事長 武上昇
- 日本統一 エピソード集I 叔父貴ノ愛（2021年） - 初代侠和会上田組若頭 三上組組長 三上哲也
- 極道の紋章レジェンド（2021年） - 福岡睦会 緒形組組長 緒形康浩
- やまざきいちもん 日本統一（2023年） - 三上
- CONNECT 覇者への道（2024年） - 福龍会副理事 博多連合会長 古賀光正

### Web
- ケーザイ刑事（2009年）
- 神様のイタズラ
- CONNECT 覇者への道（2025年） - 福龍会副理事 博多連合会長 古賀光正 役[2]